# Vochysia angustifolia
Vochysia angustifolia är en tvåhjärtbladig växtart som beskrevs av Adolpho Ducke. Vochysia angustifolia ingår i släktet Vochysia och familjen Vochysiaceae. Inga underarter finns listade i Catalogue of Life.